# Epiperipatus trinidadensis
Epiperipatus trinidadensis är en klomaskart som först beskrevs av Sedgwick 1888.  Epiperipatus trinidadensis ingår i släktet Epiperipatus och familjen Peripatidae. Inga underarter finns listade i Catalogue of Life.